# Alestes inferus
Alestes inferus is een straalvinnige vissensoort uit de familie van de Afrikaanse karperzalmen (Alestidae). De wetenschappelijke naam van de soort is voor het eerst geldig gepubliceerd in 2009 door Stiassny, Schelly & Mamonekene.